# Linia kolejowa nr 657
Linia kolejowa nr 657 – pierwszorzędna, jednotorowa, zelektryfikowana linia kolejowa znaczenia państwowego łącząca stację Katowice Szopienice Północne z posterunkiem odgałęźnym Katowice Muchowiec KMb.